# Франк Хайнрих
Франк Хайнрих (нем. Frank Heinrich; род. 25 января 1964 в Зиген) — немецкий теолог, социальный педагог и политический деятель, член партии Христианско-демократический союз (ХДС). В 2009—2021 годах депутат Бундестага.

## Биография
Франк Хайнрих родился в городе Зиген. В трехлетнем возрасте переехал с семьей в южную Германию, где в престарелом доме работали его родители, а позже руководили им. Закончил социальную службу, провел один год в Канаде, будучи студентом теологического факультета во время обучения на социального педагога. После стал членом Армии Спасения в Фрайбурге-им-Брайсгау. До 1995 года возглавлял социальную миссионерскую службу (Die Insel и Die Spinnwebe) во Фрайбурге в качестве социального работника. В 1997 году был назначен офицером Армии Спасения (пастор). С 1997 года и до своего выдвижения в Бундестаг в 2009 году он и его жена возглавляли корпус Армии Спасения в Хемнице. Франк Хайнрих женат с 1987 года и имеет четверых детей.

## Политическая деятельность
Во время своего пребывания в качестве социального работника Армии спасения Франк Хайнрих был членом Эколого-Демократической Партии (ЭДП). На федеральных выборах в 2002 году баллотировался независимо от партии христиан, верных Библии, при этом не являясь её членом. В 2007 году вступил в ХДС. На федеральных выборах в 2009, 2013 и 2017 был выбран представителем избирательного округа Хемниц в Бундестаге. С ноября 2009 года является председателем районного объединения партии ХДС в Хемнице. В Бундестаге Франк Хайнрих занимает позиции члена фракции ХДС/ХСС, председателя от фракции ХДС/ХСС в комитете по правам человека и гуманитарной помощи, а также является членом комитета по труду и социальной политике. Кроме того, он является заместительным представителем в комитетах по экономическому сотрудничеству и развитию, по посредничеству и по международным делам.
Основное внимание в политической работе Франка Хайнриха уделяется его избирательному округу Хемниц, а именно созданию в нём экономических партнёрских отношений с Африкой и внутренней инфраструктуры, улучшению социальной и научной сфер, федеральному финансированию. Франк Хайнрих также занимается темами Африки, торговли людьми и религиозной свободы. Франк Хайнрих был один из немногих политиков блока ХДС/ХСС, который проголосовал в октябре 2010 года против продления срока службы немецких атомных электростанций. С лета 2012 года Франк Хайнрих и двенадцать других членов федерального парламента Союза выступают за налоговое равенство в рамках Закона о партнёрстве в области жизни. В целях построения экономических партнерских отношений между Хемницем и африканскими странами Франк Хайнрих инициировал сетевую конференцию «Бизнес встречает Африку» в июне 2014 года совместно с Торгово-промышленной палатой Хемница, которая проводится ежегодно, получиая большой отклик.
На выборах в Бундестаг в 2021 году Франк Хайнрих занял в своём округе 3 место и утратил свой депутатский мандат.

## Публикации
- Frank Heinrich / Uwe Heimowski: Frank und Frei. Warum ich für die Freiheit kämpfe. SCM Hänssler, Holzgerlingen 2017, ISBN 978-3-7751-5760-5.
- Frank Heinrich / Uwe Heimowski: Ich lebe! Ein Plädoyer für die Würde des Menschen. Neukirchener Verlagsgesellschaft, Neukirchen-Vluyn 2016, ISBN 978-3-7615-6301-4.
- Frank Heinrich / Uwe Heimowski: Der verdrängte Skandal. Menschenhandel in Deutschland. Brendow Verlag, Moers 2016, ISBN 978-3-86506-894-1.
- Frank Heinrich (mit Uwe Heimowski): Mission: Verantwortung. Von der Heilsarmee in den Bundestag. Neufeld Verlag, Schwarzenfeld 2013, ISBN 978-3-86256-039-4.
- Frank Heinrich: Lieben, was das Zeug hält: Wie Gott unser Herz verändert. Neufeld Verlag, Schwarzenfeld 2009, ISBN 978-3-937896-83-0.